# Bayartsogtyn Mönkhzaya
Bayartsogtyn Mönkhzaya (in mongolo: Баярцогтын Мөнхзаяа; 10 ottobre 1993) è una maratoneta e mezzofondista mongola.
Ha preso parte alla maratona femminile ai Giochi olimpici di Rio de Janeiro 2016 e dal 2015 alle edizioni dei Mondiali.

## Palmarès
| Anno | Manifestazione           | Sede           | Evento         | Risultato | Prestazione | Note             |
| ---- | ------------------------ | -------------- | -------------- | --------- | ----------- | ---------------- |
| 2014 | Giochi asiatici          | Incheon        | 5000 m piani   | 12ª       | 16'11"10    |                  |
| 2014 | Giochi asiatici          | Incheon        | 10000 m piani  | 9ª        | 33'31"11    |                  |
| 2015 | Mondiali di cross        | Guiyang        | Individuale    | 53ª       | 29'44"      |                  |
| 2015 | Universiadi              | Gwangju        | 10000 m piani  | 7ª        | 33'54"93    |                  |
| 2015 | Universiadi              | Gwangju        | Mezza maratona | 6ª        | 1h17'19"    |                  |
| 2015 | Mondiali                 | Pechino        | Maratona       | 35ª       | 2h45'01"    |                  |
| 2015 | Giochi mondiali militari | Mungyeong      | Maratona       | 13ª       | 2h42'31"    |                  |
| 2016 | Giochi olimpici          | Rio de Janeiro | Maratona       | 72ª       | 2h43'55"    |                  |
| 2017 | Mondiali                 | Londra         | Maratona       | 58ª       | 2h46'59"    |                  |
| 2018 | Giochi asiatici          | Giacarta       | Maratona       | 5ª        | 2h40'14"    |                  |
| 2019 | Mondiali                 | Doha           | Maratona       | 34ª       | 3h02'57"    |                  |
| 2019 | Giochi mondiali militari | Wuhan          | Maratona       | 9ª        | 2h35'39"    |                  |
| 2022 | Mondiali                 | Eugene         | Maratona       | 30ª       | 2h46'09"    |                  |
| 2023 | Campionati asiatici      | Bangkok        | 5000 m piani   | 5ª        | 16'12"73    |                  |
| 2023 | Campionati asiatici      | Bangkok        | 10000 m piani  | Bronzo    | 33'24"79    | Record nazionale |
| 2023 | Giochi asiatici          | Hangzhou       | Maratona       | 9ª        | 2h37'07"    |                  |
| 2024 | Giochi olimpici          | Parigi         | Maratona       | 48ª       | 2h33'27"    |                  |

## Altre competizioni internazionali
| Anno | Manifestazione            | Sede       | Risultato | Prestazione |
| ---- | ------------------------- | ---------- | --------- | ----------- |
| 2012 | Mezza maratona di Pechino | Pechino    | Oro       | 1h16'12"    |
| 2016 | Maratona di Ulan Bator    | Ulan Bator | Oro       | 2h37'55"    |
| 2017 | Maratona di Taipei        | Taipei     | Oro       | 2h38'08"    |
| 2017 | Maratona di Gunsan        | Gunsan     | Oro       | 2h32'59"    |
| 2017 | Maratona di Ulan Bator    | Ulan Bator | Oro       | 2h30'54"    |
| 2017 | Maratona di Macao         | Macao      | 7ª        | 2h36'59"    |
| 2018 | Maratona di Gunsan        | Gunsan     | Argento   | 2h34'56"    |
| 2018 | Maratona di Seul          | Seul       | 10ª       | 2h31'12"    |
| 2018 | Maratona di Kobe          | Kōbe       | Argento   | 2h31'48"    |
| 2019 | Maratona di Hong Kong     | Hong Kong  | 6ª        | 2h35'44"    |
| 2019 | Maratona di Gunsan        | Gunsan     | 4ª        | 2h38'13"    |
| 2019 | Maratona di Gold Coast    | Gold Coast | 4ª        | 2h29'18"    |
| 2019 | Maratona di Nanchino      | Nanchino   | Oro       | 2h35'40"    |
| 2019 | Maratona di Macao         | Macao      | 5ª        | 2h32'29"    |